# Nieproszeni goście
Nieproszeni goście (ang. The Uninvited) – amerykański film z 2009 roku w reżyserii braci Guard. W rolach głównych występują Emily Browning i Arielle Kebbel.
W weekend otwierający emisję w Stanach Zjednoczonych wpływy ze sprzedaży biletów wyniosły 10 325 824 dolarów amerykańskich.

## Fabuła
Po tragicznej śmierci matki Anna trafia do szpitala psychiatrycznego. Gdy po długich miesiącach leczenia wraca do zdrowia i domu, czekają na nią nowe zmartwienia – ojciec, Steven, związał się z Rachel, która przed śmiercią matki była jej opiekunką. Anna czuje się zdradzona i szuka pocieszenia u starszej siostry Alex. Ta jednak nie przeżywa wszystkiego w takim stopniu jak Anna i uważa, że siostra jest po prostu nadwrażliwa. Anna jest zagubiona, tymczasem ojciec zaręczył się już z Rachel. Czując brak zainteresowania ze strony ojca, Anna i Alex zawiązują wspólny front przeciwko Rachel.

## Obsada
- Emily Browning jako Anna
- Arielle Kebbel jako Alex
- Elizabeth Banks jako Rachel
- Maya Massar jako matka Anny i Alex
- Kevin McNulty jako szeryf Emery
- Jesse Moss jako Matt, kolega Anny